# Třída Chaj-ou
Třída Chaj-ou byla lodní třída raketových člunů námořnictva Čínské republiky vzniklých jako modifikace izraelské třídy Dvora. Postaveno bylo 50 člunů této třídy. Posledních dvacet jednotek bylo ze služby vyřazeno 1. července 2012. Ve službě je nahradila modernější třída Kuang Hua VI.

## Stavba
Plavidla této třídy byla stavěna v letech 1980-1984 loděnicí China Shipbuilding Corporation (CSBC) v Kao-siung. Třída byla modifikací izraelské třídy Dvora, od které země roku 1980 získala dva vzorové kusy. Postaveno bylo 50 kusů, označených FAB-1 až FAB-50.

## Konstrukce
Plavidla byla vyzbrojena dvěma 12,7mm kulomety M2 Browning a dvěma protilodními střelami Siung-feng I. Od roku 1994 bylo na zádi některý plavidel instalováno jedno 20mm kanón T-75. Posádka mohla k obraně proti leteckému útoku použít přenosné protiletadlové řízené střely Stinger. Pohonný systém tvoří tři diesely MTU 12V 331 TC92, pohánějící tři lodní šrouby. Nejvyšší rychlost dosahovala 40 uzlů.